# Ichthyomyzon
Ichthyomyzon is een geslacht van kaakloze vissen uit de  familie van de prikken (Petromyzontidae).

## Soorten
- Ichthyomyzon bdellium (Jordan, 1885)
- Ichthyomyzon castaneus Girard, 1858
- Ichthyomyzon fossor Reighard & Cummins, 1916
- Ichthyomyzon gagei Hubbs & Trautman, 1937
- Ichthyomyzon greeleyi Hubbs & Trautman, 1937
- Ichthyomyzon unicuspis Hubbs & Trautman, 1937